# Трубецкой, Дмитрий Юрьевич
Князь Дми́трий Ю́рьевич Трубецко́й (ок. 1724 — 9 (20) декабря 1792) — гвардии капитан-поручик из рода Трубецких, богатый московский барин екатерининской эпохи, строитель усадьбы Знаменское-Садки, родоначальник младшей ветви Трубецких («Трубецкие-Комод»). Прадед Льва Толстого.

## Биография
Родился в семье князя Юрия Юрьевича Трубецкого (1668—1739) и его второй жены Ольги, дочери адмирала И. М. Головина. По матери приходился двоюродным братом Л. А. Пушкину — деду поэта. Унаследовал от родственников участок земли в Кремле, который был куплен в казну для постройки Сената, и подгородные имения Нескучное и Знаменское-Садки. В более отдалённом Подмосковье владел усадьбой Прохорово.
Считается, что по окончании возведения дворца в Знаменском принимал в нём 23 июня 1787 г. возвращавшихся из таврического вояжа Екатерину II с внуками. Однако на самом деле императрица проехала мимо усадьбы, не заезжая в нее, хотя и по территории принадлежавшей Д.Ю. Трубецкому и поменяла лошадей в принадлежащей ему деревне Битца. См.: Коробко М.Ю.Знаменское-Садки и дубы: миф о Екатерине II// Московский краевед. 2022 № 1. С. 24-27.  Есть основания полагать, что от дворца в Знаменском-Садках к эпохе Д.Ю.Трубецкого относится только первый этаж, сооруженный в середине XVIII в. или им, или его предшественницей по владению Знаменским княжной Е.И.Трубецкой. В 1772 году он прикупил новопостроенный «дом-комод» на Покровке и тут же принялся за его переделку. Был известен как музыкант-любитель (играл на виолончели). Его крепостной театр пользовался популярностью в Москве.
Умер 9 (20) декабря 1792 года. Был похоронен в Спасо-Андрониковом монастыре. Там же была погребена и скончавшаяся пятью годами ранее, 4 (15) февраля 1788 года, его супруга Варвара Ивановна, дочь князя И. В. Одоевского, до замужества блиставшая при дворе Елизаветы Петровны. Упомянута Л. Толстым в набросках романа из петровской эпохи. Бантыш-Каменский писал из Москвы в Петербург своему приятелю Куракину о смерти старого князя Трубецкого и о его наследниках следующее:

Дочь его большая, Гагарина, вышла за какого-то поляка, ничего не значащего, коему однако камергерский от польского двора, бывши тамо, купила ключ. Она теперь здесь, и отец 1200 душ дал ей по смерть только. Другая дочь за Швейковским, a третья умерла, наилучшая за кн. Волхонским бывшая. Следовательно, сын единородный всему сему богатству наследник.

## Дети
- Прасковья Дмитриевна (ум. 1801), жена с 1766 князя Василия Сергеевича Гагарина, после развода с которым сошлась с бароном Може, позднее камергером польского короля.
- Анастасия Дмитриевна, в первом браке за камергером К. И. Повало-Швейковским, во втором — за коллежским асессором Н. П. Левашовым.
- Екатерина Дмитриевна (1749—08.05.1792[5]), жена генерала князя Николая Сергеевича Волконского, у них дочь Мария — мать Льва Толстого.
- Иван Дмитриевич (ум. 1827), унаследовал всё значительное состояние родителей, жил особняком от остальных Трубецких[6] и, по выражению Н. Барсукова, представлялся «каким-то мифом»[7].